# Titanophilus incus
Titanophilus incus är en mångfotingart som först beskrevs av Chamberlin 1941.  Titanophilus incus ingår i släktet Titanophilus och familjen kamjordkrypare.
Artens utbredningsområde är Peru. Inga underarter finns listade i Catalogue of Life.